# Liste der Naturdenkmale in Giesdorf
Die Liste der Naturdenkmale in Giesdorf nennt die im Gemeindegebiet von Giesdorf ausgewiesenen Naturdenkmale (Stand 5. Juni 2024).

## Ehemalige Naturdenkmale
| Nr. | Bezeichnung                                     | Lage                              | Beschreibung                                                        | Bild                                    |
| --- | ----------------------------------------------- | --------------------------------- | ------------------------------------------------------------------- | --------------------------------------- |
|     | Drei alte Linden mit altem Kreuz (Kastichkreuz) | südlich des Ortes an der L 5 Lage | Tilia sp., drei Bäume, um 1800 gekeimt; Rechtsverordnung aufgehoben | Direkt Bild zu diesem Denkmal hochladen |